# George Whelan Anderson mlajši
George Whelan Anderson mlajši, ameriški admiral, * 15. december 1906, Brooklyn, New York, † 20. marec 1992.